# Jerome B. Chaffee
Jerome Bunty Chaffee, född 17 april 1825 i Cambria, New York, död 9 mars 1886 i North Salem, New York, var en amerikansk republikansk politiker och bankdirektör. Han representerade delstaten Colorado i USA:s senat 1876-1879.
Chaffee var en av grundarna av staden Denver. Han var 1863 talman i Coloradoterritoriets representanthus och icke röstberättigad delegat till USA:s kongress 1871-1875. Han arbetade länge som bankdirektör i Denver.
Colorado blev 1876 USA:s 38:e delstat. Till de två första senatorerna valdes Chaffee och Henry M. Teller. Chaffee efterträddes 1879 som senator av Nathaniel P. Hill.
Chaffee valdes 1884 till ordförande för republikanerna i Colorado. Han avled 1886 i delstaten New York och gravsattes i Adrian, Michigan.